# De Encyclopedie
De Encyclopedie (1978) is het eerste boek van Battus (pseudoniem  van Hugo Brandt Corstius).

## Voorpublicatie
Het boek bestaat uit lemma's die tussen september 1976 en september 1977 elke zaterdag verschenen in NRC Handelsblad. Deze vormen 52 tegenover elkaar liggende bladzijden, die een keuze lijken uit een totaal van 10.000 bladzijden. 

## Voorwoord
In de tweede druk stond een voorwoord van Piet Grijs, die over de inhoud zegt: 'U staat in een boekhandel en leest een voorwoord. U schaft zich dit boek aan, dat u in uw verdere leven nog achthonderd maal zult raadplegen. Kost u één cent per keer. U zou wel gek zijn als u het niet kocht. Voor een gek staat er namelijk niets interessants in.'

## Inhoud
Het boek is een humoristische persiflage op een encyclopedie. Het boekje is zo opgebouwd dat de indruk ontstaat dat de afgedrukte bladzijden slechts een deel van een groter geheel vormen. Na bladzijde 6118-6119 volgt 6600-6601. Het lemma waarmee bladzijde 6119 eindigt wordt dus niet vervolgd. Andersom beginnen sommige pagina's met het vervolgen van een lemma dat begon op een zogenaamd weggevallen bladzijde. Aldus wekt het boekje van ongeveer 100 bladzijden de indruk dat er 10.000 bladzijden hadden moeten zijn.
Behalve enkele lemma's die ook al in A is een letter (1975) stonden, zoals tactisch kernwapen, zijn er uitgebreide encyclopedische beschrijvingen, van onder meer het denkbeeldige land Allusië, Fabel, Seth Gaaikema, Ramp,  Zaag, Zweden.

### Voorbeelden
Bij wijze van voorbeeld van een lang lemma een gedeelte van het lemma over de maan:
Maan, geruisloos hemellichaam van wisselende grootte, meestal 60 Watt.
Historie: men verdeelt de maangeschiedenis in drie tijdperken: het Oude Rijk (2054725 v.C. tot 21 juli 1969), het Midden-Rijk (22 juli 1969 tot 13 december 1972) en het Nieuwe Rijk (14 december 1972 tot heden).
Politiek: tijdens het Oude en Nieuwe Rijk fungeert vanwege de demografische gesteldheid een nulpartijenstelsel, waarbij de voorzitter van het Eerste Kwartier de doorslag geeft (deze functie blijft onvervuld). Tijdens het Midden-Rijk was de situatie verward: vlaggen en wagens met USA en USSR erop, wapperden en reden rond, zonder elkaar te ontmoeten. De maandiplomatie was subtiel: geen protesten, geen verzet, en zie: de buitenlanders zijn weer vertrokken.
Landschap: ja.
Yale, universiteit in vorm van deurslot. In september stellen studenten zich op in vorm van sleutel en openen poort. Professoren zijn zij die een oorlog, een verkiezing of een baan verloren.